# هدنة بلغراد
كانت هدنة بلغراد اتفاقيةً لإنهاء الأعمال العدائية في الحرب العالمية الأولى بين الحلفاء والقوى المرتبطة بهم ومملكة المجر، أُبرمت في بلغراد في 13 نوفمبر 1918. تفاوض عليها إلى حد كبير الجنرال لويس فرانشيت ديسبيري، بصفته قائد جيش الحلفاء في الشرق، ورئيس وزراء المجر ميهالي كارولي، في 7 نوفمبر. ووقعها الجنرال بول بروسبر هنريز وزيفوجين ميشيتش، بصفتهما ممثلين عن الحلفاء، ووزير الحرب المجري السابق بيلا ليندر.
حددت الاتفاقية خط ترسيم يمثل الحد الجنوبي لنشر معظم القوات المسلحة المجرية. وتركت أجزاء كبيرة من أراضي تاج القديس ستيفن (الجزء المجري من النمسا والمجر) خارج السيطرة المجرية - بما في ذلك أجزاء أو مناطق بأكملها من ترانسيلفانيا وبانات وباتشكا وبارانيا وكذلك كرواتيا وسلافونيا. كما أوضحت في ثمانية عشر نقطة الالتزامات المفروضة على المجر من قبل الحلفاء. وشملت هذه الالتزامات تقليص القوات المسلحة المجرية إلى ثماني فرق، وتطهير الألغام البحرية، وكذلك تسليم كميات معينة من المعدات المتحركة والسفن النهرية والقاطرات والصنادل ومراقبي الأنهار والخيول وغيرها من المواد إلى الحلفاء. كما كانت المجر ملزمة بتوفير بعض الأفراد لإصلاح الأضرار التي لحقت بالبنية التحتية للتلغراف في صربيا أثناء الحرب، وكذلك توفير الأفراد لإدارة السكك الحديدية.
أثارت شروط الهدنة والإجراءات اللاحقة للحلفاء استياء شريحة كبيرة من سكان المجر، وتسببت في سقوط كارولي والجمهورية المجرية الأولى، التي تأسست بعد ثلاثة أيام فقط من توقيعها. في عام 1919، حلت محل الجمهورية المجرية الأولى جمهورية المجر السوفيتية قصيرة العمر، الخاضعة للحكم الشيوعي. وفُصلت معظم الأراضي التي احتلها الحلفاء، والتي حُددت بخط الترسيم (وأراضي إضافية في أماكن أخرى)، عن المجر بموجب معاهدة تريانون لعام 1920.

## خلفية

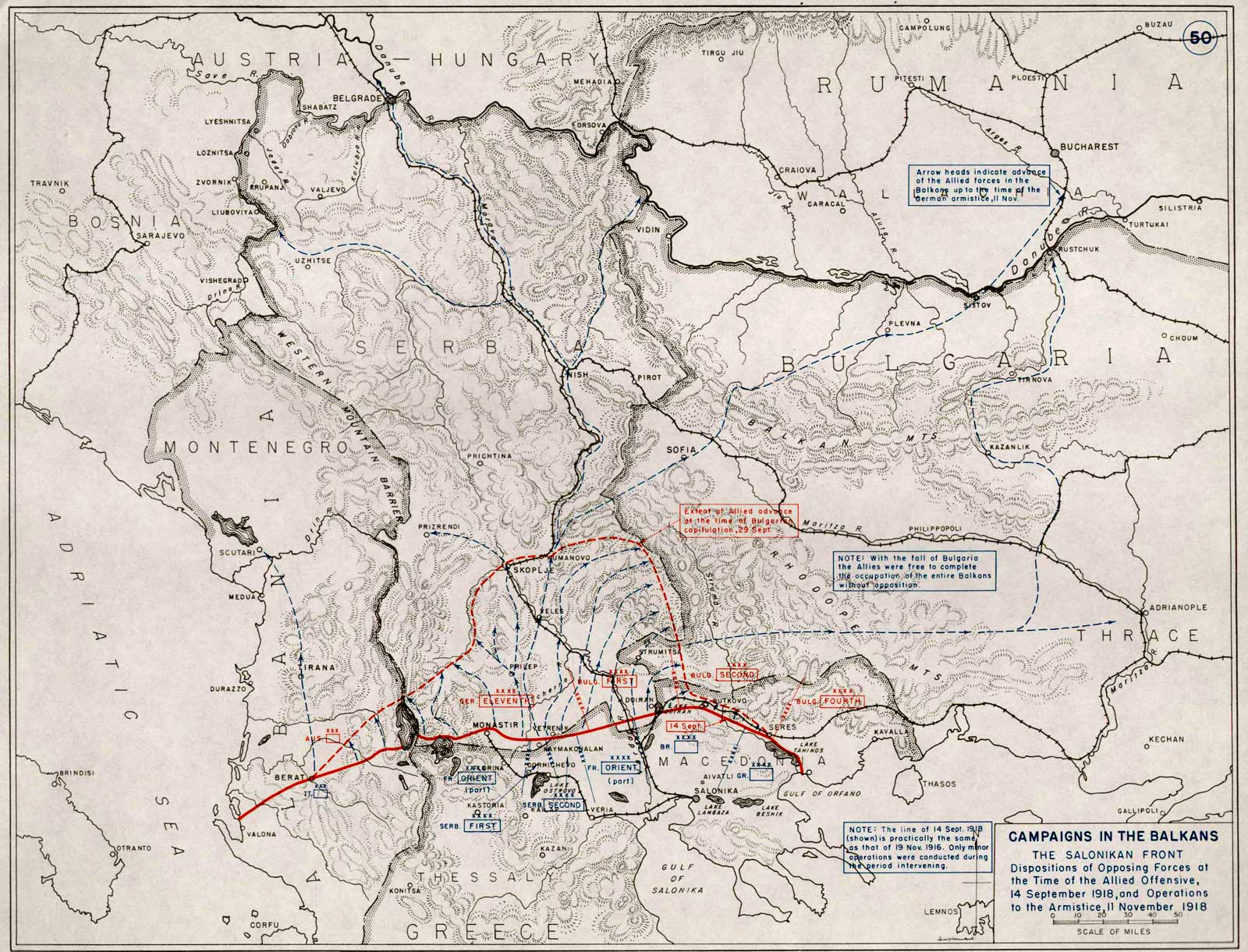
تقدم الحلفاء على الجبهة المقدونية، سبتمبر-نوفمبر 1918

في 29 سبتمبر 1918، وفي المراحل الأخيرة من الحرب العالمية الأولى، وقعت بلغاريا هدنة سالونيك عقب انهيار مواقعها الدفاعية على الجبهة المقدونية وانسحبت من الحرب. وتقدم جيش الحلفاء في الشرق، بقيادة الجنرال الفرنسي لويس فرانشيت دي إسبيري، بسرعة نحو الشمال نتيجة لذلك، واستعاد الأراضي التي فقدتها لصالح قوى المركز في عام 1915. وبحلول 1 نوفمبر، وصل الجيش الصربي الأول بقيادة بيتر بوجوفيتش وجيش الشرق الفرنسي بقيادة الجنرال بول بروسبر هنريز إلى بلغراد. وبمجرد وصولهم إلى هناك، توقفت القوات للراحة، مع نشر قوات قليلة فقط عبر نهري الدانوب وسافا، اللذين مثلا حدود صربيا قبل الحرب مع النمسا والمجر. واكتمل تحرير صربيا إلى حد كبير. 
بحلول النصف الثاني من أكتوبر 1918، كانت النمسا والمجر تتفكك بسرعة، على الرغم من عرض تشارلز الأول النمساوي بإضفاء الفيدرالية على الإمبراطورية. في أراضي تاج القديس ستيفن (الجزء المجري من الملكية المزدوجة)، عُزلت الحكومة نتيجة لثورة النجم التي اندلعت في الفترة من 28 إلى 31 أكتوبر، ثم استُبدلت بالمجلس الوطني المجري، الذي قاده ميهالي كارولي.  وبسبب آرائه المسالمة، كان كارولي السياسي المجري الأكثر شعبية في ذلك الوقت.  في 29 أكتوبر، قطعت سابور كرواتيا-سلافونيا علاقاتها القانونية مع النمسا والمجر، وأصبحت دولة السلوفينيين والكروات والصرب (التي تضم أراضي هابسبورغ التي يسكنها السلاف الجنوبيون) مستقلة.  ومع استيلاء السلطات المعلنة حديثًا على السلطة، انتشر العنف على نطاق واسع خارج العواصم. لجأ عشرات الآلاف من المنشقين عن الجيش، والمعروفين باسم الكوادر الخضراء، إلى أعمال اللصوصية والنهب من أجل البقاء.  التقى ممثلو دولة السلوفينيين والكروات والصرب مع رئيس الوزراء الصربي نيكولا باشيتش في جنيف في الفترة من 6 إلى 9 نوفمبر لمناقشة إنشاء دولة سلافية جنوبية موحدة، والتي كانت تُشار إليها أحيانًا حتى ذلك الحين باسم يوغوسلافيا. 

## مقدمة

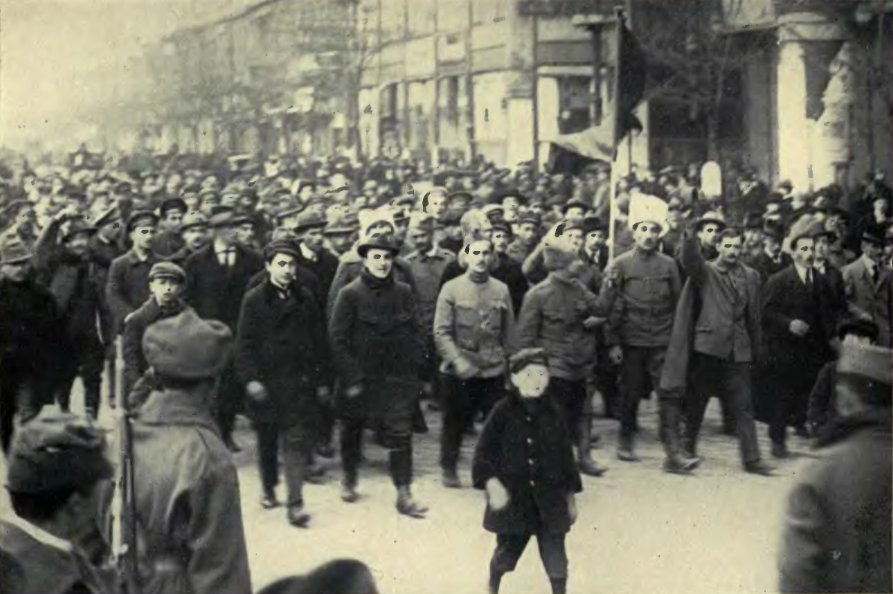
جلبت ثورة النجم ميهالي كارولي إلى قيادة المجر.

وقّعت النمسا والمجر هدنة فيلا جوستي مع إيطاليا في 3 نوفمبر.  وفي اليوم نفسه، أبلغ بويوفيتش القيادة العليا الصربية أن المقدمين كوزلوفاني ودورمانتي، الملحقين بهيئة الأركان العامة المجرية، قد وصلا إلى مقر فرقة دوناف بناءً على أمر من المشير الميداني العام هيرمان كوفيس فون كوفيسشازا، مع عروض هدنة. ثم أُحيلت هذه المعلومات إلى دي إسبيري، الذي زوّد رئيس أركان القيادة العليا الصربية، فويفودا زيفوجين ميشيتش، بقائمة من ستة شروط يجب طلبها من المجر قبل بدء أي مفاوضات. وتضمنت نزع سلاح القوات المجرية وانسحابها من منطقة تمتد 15 كيلومتر (9.3 ميل) من الحدود الصربية والرومانية قبل الحرب، وتسليم جميع السفن على أنهار الدانوب وسافا ودرينا وفي البحر الأدرياتيكي، وتوفير مندوب مخول لمناقشة شروط الهدنة. رد ميسيتش على دي إسبيري بمطلب إخلاء القوات النمساوية المجرية من جميع الأراضي المخصصة لدولة جنوب سلافية مستقبلية، وطلب السماح للجيش الصربي باحتلال منطقتي بانات وباتشكا حتى خط موريش - باجا - سوبوتيكا - بيتش. وأشار إلى أن صربيا قد وعدت بهذه المناطق بعد معاهدة لندن عام 1915. 
في ضوء هذا التطور، وجه ميشيتش بويوفيتش لمواصلة التقدم شمالًا للاستيلاء على بانات جنوب نهر موريش، وغرب الخط على بعد حوالي 10 كيلومتر (6.2 ميل) شرق بيلا كركفا وفرساك وتيميشوارا. كما أصدر تعليمات لبويوفيتش للاستيلاء على باتشكا جنوب خط باجا-سوبوتيكا. تلقى كل من الجيشين الأول والثاني تعليمات أقل دقة للتقدم غربًا إلى سيرميا وسلافونيا وكرواتيا والبوسنة والهرسك ودالماتيا؛ بدأت القوات الصربية في التوجه نحو هذه المناطق في 5 نوفمبر.  في اليوم نفسه، علم دي إسبيري بهدنة فيلا جوستي وأرسل برقية إلى باريس يسأل فيها عما إذا كان ينبغي عليه مواصلة المفاوضات أو ببساطة تطبيق شروط الاتفاقية الحالية على منطقة مسؤوليته. 

## المفاوضات

### محادثات كارولي-ديسبيري

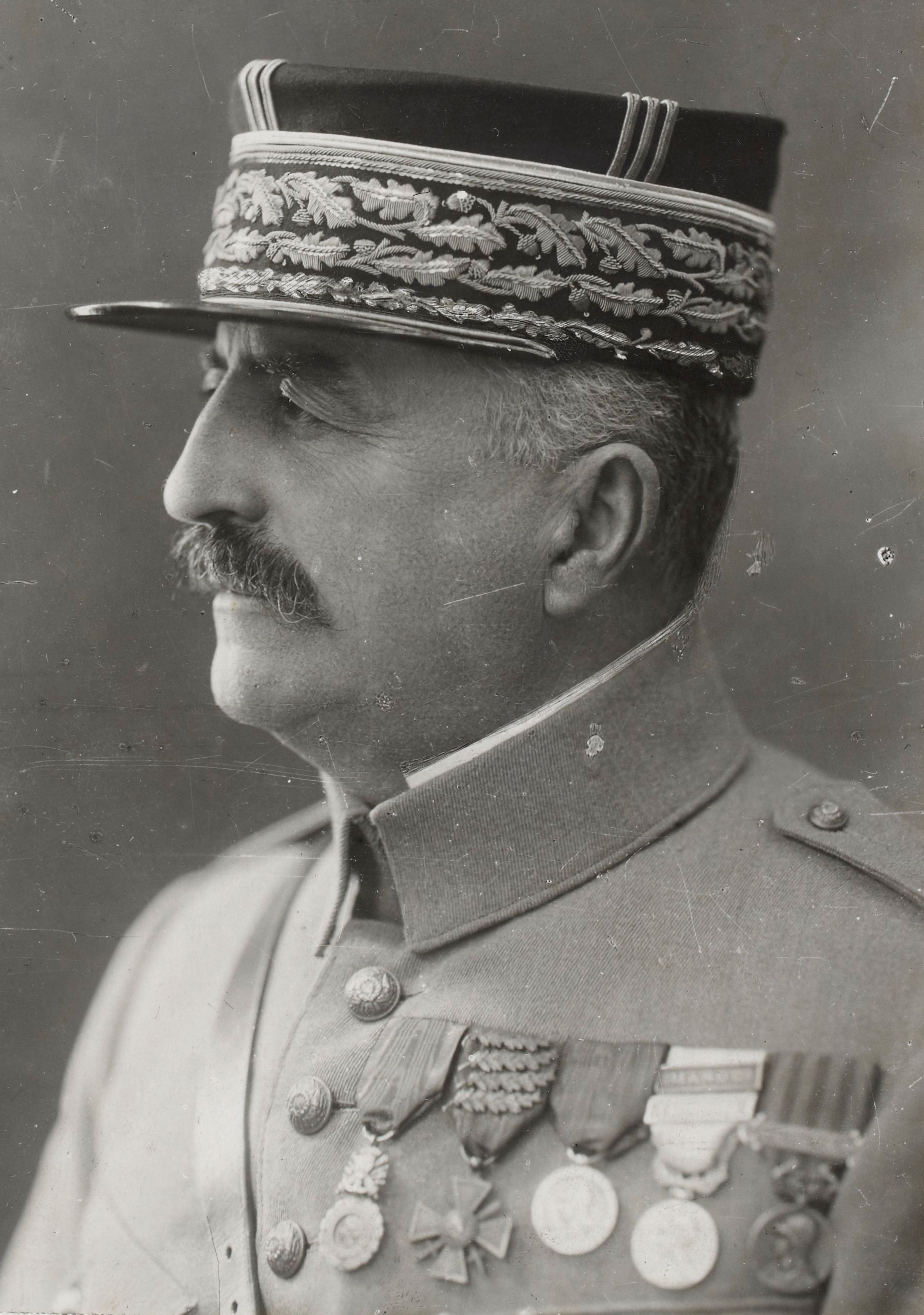
تفاوض الجنرال لويس فرانشيت ديسبيري على هدنة بلغراد نيابة عن الحلفاء.

في يوم 6 نوفمبر، قاد كارولي وفدًا مكونًا من وزير القوميات، أوسكار جاسزي، وممثل المجلس الوطني المجري فيرينك هاتفاني، وممثلي مجالس العمال والجنود ديزو بوكاني وإمري تشيرنياك [هو]، وسكرتير مكتب رئيس الوزراء باكوني. وكان برفقتهم 12 صحفيًا من بودابست - سافروا بالقطار إلى سوبوتيكا ثم إلى نوفي ساد، حيث استقلوا سفينة إس إس ميلينيوم، التي نقلتهم إلى بلغراد. كما ضمت المجموعة مترجمًا فرنسيًا. كان كارولي يأمل في إنقاذ أكبر قدر ممكن من أراضي تاج القديس ستيفن السابقة. كان يأمل أن يتعاطف الوفاق الثلاثي مع حكومته بسبب تصريحاته في زمن الحرب ضد الحرب والتحالف مع ألمانيا - وأن ينظر إلى المجر كدولة محايدة وصديقة.
في يوم وصول المندوبين المجريين، تلقى ديسبيري أوامر بمواصلة المفاوضات مع تطبيق بنود هدنة فيلا جوستي. فتوجه إلى نيش، حيث أجرى محادثات مع ميسيتش والوصي ألكسندر بشأن المحادثات المقبلة مع كارولي، مع التركيز بشكل خاص على خط ترسيم الحدود. 
في 7 نوفمبر، وصل ديسبيري إلى بلغراد برفقة رئيس العمليات في القيادة العليا الصربية، العقيد دانيلو كالافاتوفيتش. استدعى ديسبيري كارولي وبقية الوفد إلى مقر إقامته الساعة السابعة مساءًا لبدء المفاوضات.  بينما كان الاثنان مسافرين إلى بلغراد، أُرسلت برقية من باريس إلى دي إسبيري تطلب منه مناقشة تنفيذ هدنة فيلا جوستي فقط والتخلي عن أي مناقشة للمسائل السياسية. أُرسلت هذه الرسالة إلى بلغراد عبر سالونيك وسكوبيه ونيش حيث اعترضها مساعد رئيس أركان القيادة العليا الصربية، العقيد بيتر بيسيتش. وأرسل البرقية إلى كالافاتوفيتش مع برقية منفصلة من ميسيتش يطلب من كالافاتوفيتش عدم تسليم الرسالة إلى دي إسبيري حتى بعد انتهاء المفاوضات. أرسل بيسيتش لاحقًا برقية أخرى إلى كالافاتوفيتش تطلب منه إخبار دي إسبيري أنه في حالة موافقته على خط ترسيم أبعد جنوبًا من خط تيميشوارا- سومبور، فإن صربيا ستواصل الحرب ضد المجر وحدها. لم يُظهر كالافاتوفيتش أبدًا لديسبيري البرقية الأخيرة لأن الخط المتفق عليه بينه وبين ألكسندر في نيش كان مدرجًا في النهاية في الشروط. 
عرض كارولي الموافقة على وقف الأعمال العدائية وتطبيق سياسة خارجية محايدة. قدّم له ديسبيري 18 شرطًا للهدنة، موضحًا أنه يعتبر المجر قوة مهزومة. صرّح كارولي بأنه لا يستطيع قبول شروط ديسبيري، ويتوقع ألا يُعدم عند عودته إلى بودابست. طلب الإذن بإرسال برقية إلى رئيس الوزراء الفرنسي جورج كليمنصو، والتي وافق عليها ديسبيري على مضض. أوضح كارولي في الرسالة أنه لا يمكنه قبول شروط الهدنة إلا إذا تم الحفاظ على وحدة أراضي المجر - باستثناء كرواتيا-سلافونيا، التي كان على استعداد للتخلي عنها. في الساعة العاشرة والنصف مساءً، عُلِّقَ الاجتماع لتناول العشاء، ثم استُؤنِفَ لمدة تسعين دقيقة أخرى عند منتصف الليل. ثم عاد كارولي إلى بودابست، تاركًا اثنين من أعضاء الوفد في بلغراد ينتظران رد كليمنصو. 

### الموافقة والتوقيع على الاتفاقية

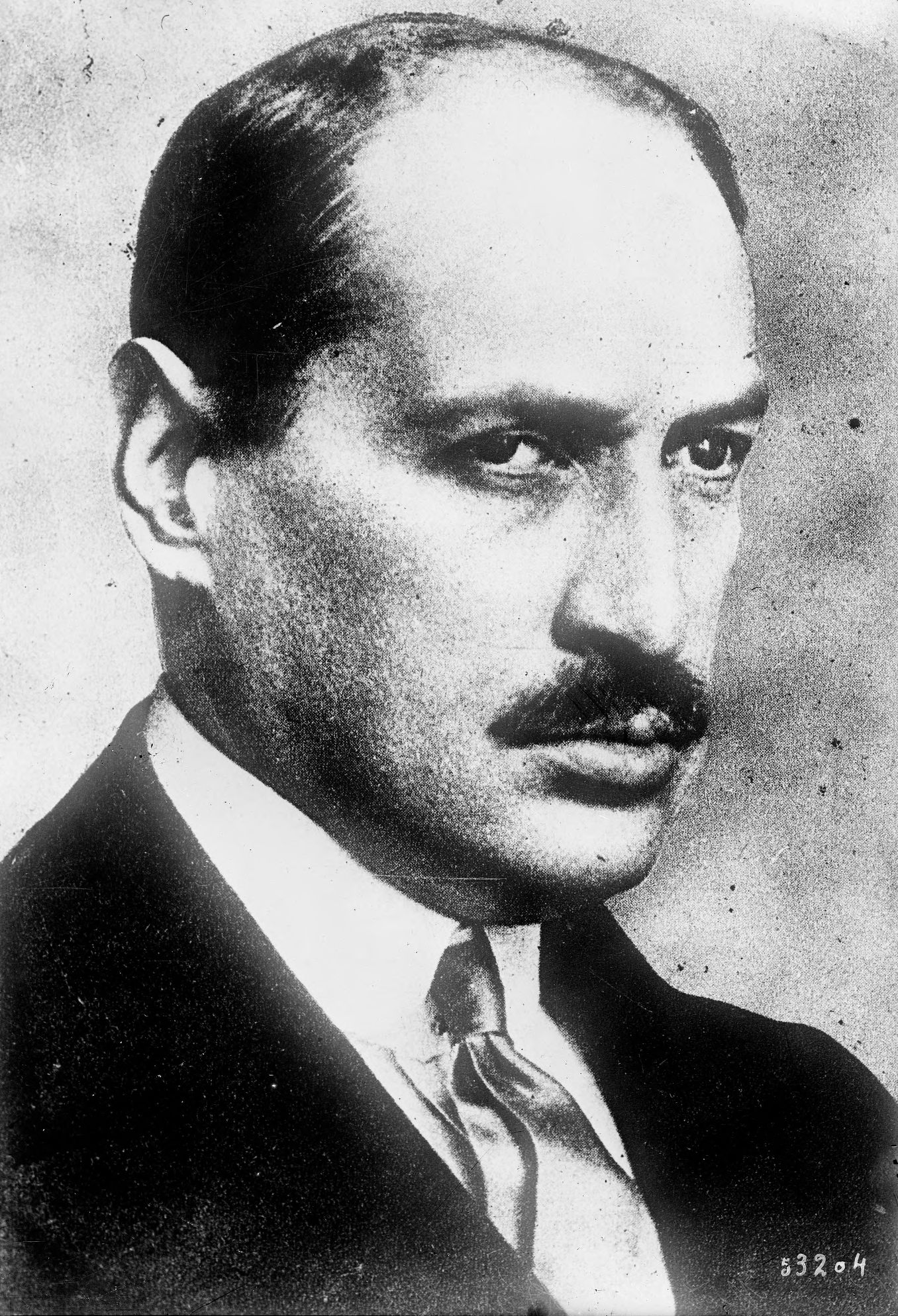
تفاوض ميهالي كارولي على الهدنة نيابة عن المجر.

قدم كارولي تقريرًا عن المفاوضات في اجتماع مجلس الوزراء في 8 نوفمبر، مشيرًا إلى كمية الخيول والعربات التي طلبها الحلفاء للنقل. كما أفاد بأن إدارة البلاد (بما في ذلك جنوب خط الترسيم) ستُترك للمجر. وقرر مجلس الوزراء انتظار رد كليمنصو قبل اتخاذ أي إجراء آخر. في ذلك اليوم، كُلِّفت فرقة درينا الصربية باحتلال سيرميا وجزء من سلافونيا شرق خط برود - أوسييك - بيكس. 
وصل رد كليمنصو على رسائل كارولي إلى بلغراد في 9 نوفمبر. كُلِّف ديسبيري بمناقشة الشؤون العسكرية فقط وترك الشؤون السياسية للآخرين. ثم ترك كالافاتيتش لينقل الرسالة إلى المندوبين المجريين المتبقين. عاد الاثنان إلى بودابست ليلة 9-10 نوفمبر، وغادر ديسبيري إلى نيش لعقد اجتماع مع ميسيتش وهنريز قبل أن يتوجه إلى سالونيك. في 9 نوفمبر، استولت وحدة من أسرى الحرب السابقين بقيادة الرائد فويسلاف بوغارسكي من الجيش الصربي على نوفي ساد دون مقاومة،  واستولت وحدة أخرى على فرساك في اليوم التالي. 
في ثيسالونيكي، حثّ ديسبيري الحكومة الرومانية على دخول الحرب إلى جانب الحلفاء، فامتثلت - فأمرت بالتعبئة في 10 نوفمبر وبدأت الأعمال العدائية في اليوم التالي.  في 11 نوفمبر، نقل بوغارسكي إلى كالافاتوفيتش رسالة تلقاها من ضابط مجري تفيد بأن المجلس الوطني المجري قد قبل شروط كليمنصو وأن وزير الحرب بيلا ليندر سيصل ذلك اليوم إلى بلغراد لتوقيع الاتفاقية. ثم نُقلت الرسالة إلى ديسبيري في ثيسالونيكي.  وقد فوض هنريز بالتوقيع على الاتفاقية بصيغتها المعدلة من قبل كليمنصو نيابة عن الحلفاء، إلى جانب ميسيتش. 
بعد أن علم ميسيتش بهدنة 11 نوفمبر 1918 وأنها تنطبق على المجر أيضًا، أصدر تعليماته لبوجوفيتش مرة أخرى بالتقدم شرقًا في بانات قدر الإمكان نحو خط أورشوفا - لوغوج - تيميشوارا بغض النظر عن وجود أي قوات متحالفة هناك.  اجتمع الموقعون على الهدنة في مبنى إدارة الأموال الحكومية في بلغراد في الساعة 9:00 مساءًا يوم 13 نوفمبر. لم تُناقش أي تعديلات إضافية على النص، باستثناء موعد وقف الأعمال العدائية. في البداية، نصّت المسودة على مهلة 24 ساعة بعد توقيع الاتفاق، لكن ليندر أصرّ على أن الأعمال العدائية قد توقفت بالفعل. قبل هنريز رأيه، ثم امتثل ميسيتش أيضًا. ووقّع ميسيتش وهنريز وليندر الاتفاق الساعة 11:15 مساءًا. 

## شروط

خط ترسيم الحدود (مُعلّم باللون الأحمر) بموجب هدنة بلغراد. كان من المقرر أن تنسحب معظم القوات المجرية شمال الخط. تُمثّل الخطوط المتقطعة والمنقطة مطالب تشيكوسلوفاكيا و "فيكس نوت"، على التوالي.

تألفت الاتفاقية الموقعة من 18 نقطة. حددت النقطة الأولى خط الترسيم الممتد على طول المجرى العلوي لنهر سوميس قبل أن يتحول إلى بيستريتسا، ثم جنوبًا إلى نهر موريش وعلى طول مجراه حتى التقاءه مع نهر تيسا حيث يتجه غربًا إلى سوبوتيكا وباجا وبيتش قبل أن يصل إلى نهر درافا والحدود مع كرواتيا وسلافونيا. ونصت على أن الحلفاء سيحتلون الأراضي الواقعة جنوب وشرق الخط، مع بقاء وحدات الشرطة والدرك المجرية بأعداد كافية للحفاظ على النظام العام واستخدام بعض وحدات الجيش لحراسة السكك الحديدية. وطالبت النقطة التاسعة بتسليم الأسلحة والمواد الأخرى في الأماكن التي حددها الحلفاء للاستخدام المحتمل من قبل الوحدات التي قد ينشئونها. ودعت النقطة العاشرة إلى الإفراج الفوري عن أسرى الحرب الحلفاء واستمرار أسر أسرى الحرب المجريين. 
حددت النقطة الثانية حجم القوات المسلحة المجرية بست فرق مشاة وفرقتين من سلاح الفرسان. وسمحت النقطة الثالثة للحلفاء باحتلال أي موقع في المجر واستخدام جميع وسائل النقل لأغراض عسكرية. وبموجب النقطتين الحادية عشرة والسادسة عشرة، مُنحت القوات الألمانية الموجودة على الأراضي المجرية مهلة حتى 18 نوفمبر للمغادرة. وكانت المجر ستلغي جميع التزاماتها تجاه ألمانيا، وتحظر نقل القوات والأسلحة، وتمنع أي اتصالات عسكرية تلغرافية مع ألمانيا. أما النقطة الرابعة عشرة، فقد وضعت جميع مكاتب البريد والبرق تحت سيطرة الحلفاء. وعلاوة على ذلك، وبموجب النقطة السابعة، طُلب من المجر توفير مفرزة من عمال التلغراف والمواد اللازمة لإصلاح خدمات البريد والبرق في صربيا. 
حددت النقاط من الرابعة إلى السادسة والثامنة عدد الخيول، والمركبات المتحركة والسفن والقاطرات والصنادل التي تُوضع تحت تصرف قائد الحلفاء في سالونيك، أو كتعويض عن خسائر الحرب الصربية، بالإضافة إلى توفير موظفي السكك الحديدية. ونصت الأحكام نفسها على تسليم جميع مراقبي الأنهار. أما النقطة الثالثة عشرة، فقد ألزمت المجر بإبلاغ الحلفاء بمواقع الألغام في نهر الدانوب والبحر الأسود، وتطهيرها من الممرات المائية المجرية. 
نصّت النقطة الثانية عشرة على مساهمة المجر في دعم قوات الاحتلال المتحالفة، مع السماح بالمصادرة بأسعار السوق. وبموجب النقطة الخامسة عشرة، كان من المقرر إلحاق ممثل للحلفاء بوزارة الغذاء المجرية لحماية مصالحهم. وفي الوقت نفسه، وبموجب النقطة السابعة عشرة، تعهد الحلفاء بعدم التدخل في الإدارة الداخلية للمجر. ونصّت النقطة الأخيرة على توقف الأعمال العدائية بين المجر والحلفاء. 

## العواقب

### الانحرافات عن الاتفاقية

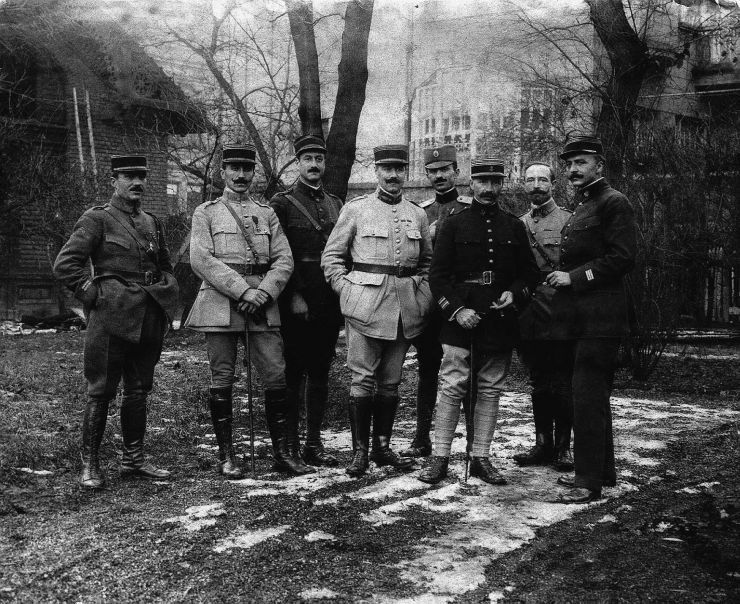
البعثة العسكرية الفرنسية في بودابست؛ المقدم فرناند فيكس هو الثالث من اليمين

تنازل تشارلز الأول عن العرش في 13 نوفمبر، وبعد أيام أُعلنت الجمهورية المجرية الأولى، وكان كارولي لا يزال على رأسها.  أنشأ هنري بعثة عسكرية فرنسية للإشراف على تنفيذ الهدنة، وأرسلها إلى بودابست. قادها المقدم فرناند فيكس. تم تعيينه بخلاف ذلك في هيئة أركان هنري. وتألفت من اثني عشر ضابطًا وخمسة وأربعين مجندًا وصلوا إلى بودابست في 26 نوفمبر. بالإضافة إلى تنفيذ الاتفاقية، كُلف فيكس بجمع المعلومات الاستخبارية حول المسائل الاقتصادية والعسكرية.  وفي غضون 24 ساعة، أُرسلت أوامر إلى فيكس للحصول على انسحاب مجري من مناطق سلوفاكيا الحالية، في انتهاك لهدنة بلغراد، لفرض مطالبة تشيكوسلوفاكيا الموجهة من خلال وزير الخارجية الفرنسي ستيفن بيتشون.  احتل الجيش الصربي سوبوتيكا في يوم الهدنة، لكنه شرع في الاستيلاء على بيتش في اليوم التالي، بالإضافة إلى تيميشوارا وأورشوفا ولوغوج في 15 نوفمبر. واستمر في احتلال سومبور وسنتا في 16 نوفمبر، وجزء من أراد على الضفة الجنوبية لنهر موريش في 21 نوفمبر.  وبذلك أكمل الجيش الصربي احتلال بانات، وبالتالي إلغاء جمهورية بانات التي أُعلنت قبل أيام فقط.  وفي أوائل ديسمبر، أبلغ قائد القوات الفرنسية في رومانيا، الجنرال هنري ماتياس بيرثيلوت، فيكس أن القوات الرومانية ستتقدم إلى خط ساتو ماري - كاري - أوراديا - بيكيسكابا بحجة حماية السكان الرومانيين في منطقة كلوج، ثم أمر فيكس بالحصول على انسحاب المجر من مدينة كلوج نفسها. اشتكى فيكس من تضارب السلطة إلى هنريز وديسبيري لأنه كان يتلقى أيضًا تعليمات من بيرثيلوت والمبعوث التشيكوسلوفاكي إلى المجر، ميلان هودجا. أخبر فيكس هنريز في النهاية أن هدنة بلغراد لا قيمة لها. 
في 25 نوفمبر، بعد أيام فقط من توقيع الهدنة، انعقدت الجمعية الشعبية الكبرى للصرب والبونجيفتشي والسلاف الآخرين في بانات وباتشكا وبارانيا في نوفي ساد لإعلان توحيد هذه المناطق مع صربيا.  تحركت دولة السلوفينيين والكروات والصرب للاستيلاء على ميديموري - وهي منطقة يسكنها في الغالب الكروات وتقع شمال خط الترسيم مباشرة. فشلت المحاولة الأولى لاحتلال ميديموري في منتصف نوفمبر، لكن غزوًا ثانيًا من قبل الحرس الوطني الكرواتي الملكي أدى إلى احتلال المنطقة نيابة عن مملكة الصرب والكروات والسلوفينيين التي تأسست حديثًا في 24 ديسمبر 1918. 
وفقًا لجاسي، قبل الهدنة، اعتقد الجمهور المجري أن الحلفاء سيكافئون بطريقة ما تصريحات كارولي السلمية. ونظرًا لأن الكثير من الأمل قد تم وضعه في مبادئ ويلسونية، فقد أدت شروط الهدنة إلى خيبة أمل واسعة النطاق. كان يُنظر إلى دي إسبيري على أنه خبيث وخطير وجاهل. وشعر العديد من المجريين بالمرارة، ليس فقط لأنهم وجدوا شروط الهدنة غير عادلة، ولكن أيضًا بسبب الانتهاكات الحقيقية والمتصورة لتلك الشروط. زاد عدد الأشخاص الساخطين بشكل أكبر مع عودة القوات المجرية المسرحة وأسرى الحرب المفرج عنهم واللاجئين من الأراضي المحتلة. فقدت حكومة كارولي المزيد من الدعم لأنها وضعت سياسة للإصلاح الزراعي - والتي انتقدها ملاك الأراضي باعتبارها متطرفة للغاية وتفتقر إلى الحماس من قبل الآخرين. تجمع المحافظون الساخطون حول شقيق كارولي جيولا، بينما قاد جيولا غومبوس الضباط السابقين الساخطين. وناشد زعيم الحزب الشيوعي المجري، بيلا كون، البروليتاريا. 

### الجمهورية المجرية السوفيتية

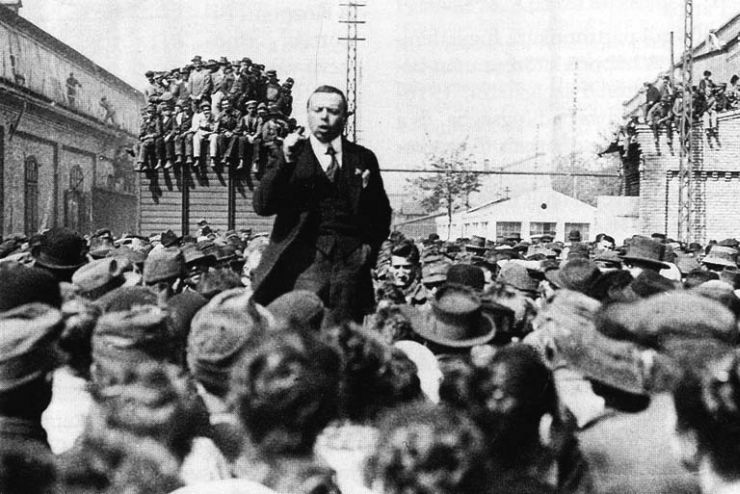
الزعيم الشيوعي المجري بيلا كون يتحدث في عام 1919

من أجل معالجة المناوشات المتكررة بشكل متزايد على طول خط السيطرة المجري الروماني، قرر مؤتمر باريس للسلام في 26 فبراير 1919 السماح للقوات الرومانية بالتواجد في منطقة تبعد 25 كيلومتر (16 ميل) عن خط ترسيم الحدود الذي أنشأته هدنة بلغراد، وإنشاء منطقة محايدة إضافية تحتلها قوات الحلفاء غير الرومانيين. أنشأ هذا "الحدود المؤقتة" على طول خط أراد-كاري-ساتو ماري. كُلِّف فيكس بتقديم الطلب إلى السلطات المجرية، إلى جانب الطلب بأن يبدأ انسحابهم في 23 مارس ويكتمل في غضون عشرة أيام.  في 20 مارس 1919، قُدِّم إلى المجر الطلب الذي أصبح يُعرف باسم مذكرة فيكس. ردًا على ذلك، استقال كارولي، وتولى السلطة مجلس ثوري أنشأه الحزب الديمقراطي الاجتماعي والحزب الشيوعي. ألغى المجلس الجمهورية المجرية الأولى، واستبدلها بالجمهورية السوفيتية المجرية.  في صيف عام 1919، خاضت المجر السوفيتية حربًا ضد تشيكوسلوفاكيا وحربًا ضد رومانيا، مما أدى إلى سقوط النظام الشيوعي واستيلاء الرومانيين على بودابست في 4 أغسطس.  حثت فرنسا جيش مملكة الصرب والكروات والسلوفينيين على التحرك ضد جمهورية المجر السوفيتية بالتقدم شمالًا من باتشكا، ولكن لم يحدث أي تدخل عسكري من هذا القبيل.  في يونيو 1919، تم تقسيم بانات من قبل الحلفاء ضد الشكاوى الرومانية بأن هذا يتعارض مع الوعد بمنح المنطقة بأكملها لرومانيا بموجب معاهدة بوخارست. بحلول ديسمبر، استسلم الرومانيون للضغوط الدبلوماسية ووافقوا على حصول مملكة الصرب والكروات والسلوفينيين على الجزء الغربي من بانات. 
في 12 أغسطس، احتلت القوات المسلحة لمملكة الصرب والكروات والسلوفينيين مدينة بريكموريه. وكان مؤتمر باريس للسلام قد أقرّ هذه الخطوة قبل شهر كتعويض عن مساهمة المملكة في قمع الجمهورية المجرية السوفيتية.  أُعلنت جمهورية قصيرة الأمد في بريكموريه في أواخر مايو، لكن القوات المجرية قمعتها في أوائل يونيو. 
في 4 يونيو 1920، نتج عن مؤتمر باريس للسلام معاهدة تريانون، وهي اتفاقية السلام بين الحلفاء والمجر. وقد منحت التغييرات الإقليمية بموجب المعاهدة ترانسلفانيا، وكريشانا، والجزء الجنوبي من ماراموريش، والجزء الشرقي من بانات لرومانيا، متجاوزةً بذلك خط ترسيم حدود هدنة بلغراد لصالح رومانيا. واستلمت مملكة الصرب والكروات والسلوفينيين رسميًا باتشكا، والجزء الغربي من بانات، والجزء الجنوبي من بارانيا ، وهي منطقة مماثلة لتلك المحددة في هدنة بلغراد. وكُلِّفت لجنة الحدود اليوغوسلافية المجرية بتحديد حدود نهائية بين الدولتين.  ومن تلك الأراضي، فضلاً عن تلك التي فقدتها تشيكوسلوفاكيا والنمسا، غادر أو فروا إلى المجر ما بين 350 ألفًا إلى 400 ألف لاجئ، حيث أصبحوا بعد ذلك، وفقًا للمؤلف المجري بول ليندفاي، متقبلين للآراء المتطرفة والشعبوية. 

## قراءة إضافية
- "Text of Military Convention Between the Allies and Hungary. Signed at Belgrade November 13, 1918". American Journal of International Law. American Society of International Law. ج. 13 ع. 4: 399–402. 1919. DOI:10.2307/2212835. ISSN:0002-9300. JSTOR:2212835. S2CID:246007002. مؤرشف من الأصل في 2023-03-16.
- Macartney، C. A. (1937). "Hungary and Her Successors : The Treaty of Trianon and its Consequences, 1919–1937". International Affairs. Oxford University Press. ج. 17 ع. 2: 285–286. DOI:10.2307/2602294. ISSN:0020-5850. JSTOR:2602294.
- Mócsy، István I. (1983). The Uprooted: Hungarian Refugees and Their Impact on Hungary's Domestic Politics, 1918-1921. New York: Brooklyn College Press. ج. 1. ISBN:9780880330398. مؤرشف من الأصل في 2023-03-16.
- Pastor، Peter (1976). Hungary Between Wilson and Lenin. Boulder: East European Quarterly. ISBN:9780914710134. مؤرشف من الأصل في 2023-03-16.
- Pastor، Peter (1988). Revolutions and interventions in Hungary and its neighbor states: 1918 - 1919. Boulder: Social Science Monographs. ISBN:9780880331371.